# Билле, Исайя
Исайя Билле (итал. Isaia Billé; 1874, Фермо — 1961, там же) — итальянский контрабасист, композитор и музыкальный педагог.
Окончил Музыкальный лицей Пезаро, ученик Аннибале Менголи. Был первым контрабасом в оркестрах театра Ла Скала и Римской оперы, участвовал в американском турне оркестра под управлением Артуро Тосканини. Автор фундаментального учебного пособия «Новый метод для контрабаса» (итал. Nuovo Metodo per Contrabasso), а также учебника «История музыки и инструментальных школ» (итал. Storia della musica e delle scuole strumentistiche) и книги «Смычковые инструменты и их создатели» (итал. Gli strumenti ad arco e i loro cultori; обе 1928). Написал ряд сочинений для контрабаса, в том числе концерт для контрабаса с оркестром ля мажор, 18 этюдов для контрабаса с оркестром, 24 каприса для контрабаса и фортепиано, 24 этюда-каприса для контрабаса и др.